# Mugriejewskij
Mugriejewskij (ros. Мугреевский) – wieś (sieło) w Rosji, w obwodzie iwanowskim, w rejonie jużskim. W 2021 liczyła 613 mieszkańców.